# 東京都道136号武蔵小金井停車場貫井線

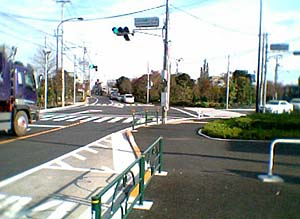
小金井保健センター前交差点。本道は左奥から来てこの交差点が終点である。

東京都道136号武蔵小金井停車場貫井線（とうきょうとどう136ごう むさしこがねいていしゃじょうぬくいせん）は、小金井市を通る一般都道である。都道の路線認定上はJR武蔵小金井駅から小金井市貫井北町に至る路線とされているが、2024年10月31日に東京都告示1110号で武蔵小金井駅から貫井北町1丁目交差点までの区間が道路区域から除外されて小金井市に移管され、武蔵小金井駅を通らないことになった。

## 概要
- 陸上距離：
- 面積：
- 起点：小金井市貫井北町：東京都道248号府中小平線交点（貫井北町1丁目交差点）
- 終点：小金井市貫井北町：東京都道134号恋ヶ窪新田三鷹線交点（小金井保健センター前交差点）
- 都市計画路線名：小金井3.4.4
- 都道認定要件：主要停車場と高速自動車国道、国道または前各路線とを連絡する道路
- Googleマップ

## 交差・接続する道路
- 東京都道248号府中小平線（新小金井街道）：貫井北町1丁目交差点
- 東京都道134号恋ヶ窪新田三鷹線（連雀通り）：小金井保健センター前交差点

## 通過する自治体
- 小金井市